# Василіса Фролова
Фроло́ва Василі́са (справжнє ім'я: Ю́лія Бори́сівна Фроло́ва; нар. 16 лютого 1978 року, Харків) — українська модель, телеведуча, акторка та ведуча прямого ефіру на радіо. З березня 2013 року веде програму «Ефір без правил» на українській розмовній радіостанції «Радіо Вісті».

## Життєпис
Юлія Борисівна Фролова народилася в Харкові 16 лютого 1978 року. Починала кар'єру з модельних конкурсів і конкурсів краси. У 1995 році отримала звання «Віце-королева Харкова». Двічі здобувала титул «Miss Body Beautiful of the world» (Сінгапур, Туреччина). Працювала моделлю в Україні, РФ та Франції.
Кар'єру телеведучої почала в ранковому телешоу «7-я студія» на харківському телебаченні («7-й канал»). Василіса вела програму разом з відомими харківськими КВК з команди ХАІ Глібом Тимошенком і Ігорем Діденком. У 2003 році отримала пропозицію від продюсера Олександра Асаулюка стати ведучою на телеканалі М1.

### Зірка + Зірка
У 2010 році в парі зі співаком Іваном Дорном здобула перемогу в розважальному шоу «Зірка+Зірка» на телеканалі 1+1..

## Кар'єра

### Модельний бізнес
- 1995 рік — «Віце-королева Харкова»
- 1996 рік — дворазова володарка титулу «Miss Body beautiful of the world»
- 1997 рік — модель паризького агентства «YOU»
- 1997-2001 роки — модель московського агентства «Red Stars»[5]

### Фільмографія
- 2006 рік — Міліцейська академія 2
- 2007 рік — Місяць-Одеса
- 2011 рік — Ломбард[6]

### Телеведуча
- 2003⁣ — ⁣2009 роки — ведуча телеканалу М1[2][7]
- 2007 року — знялася в художньому фільмі Анатолія Матешка «Луна-Одеса». Того ж року була ведучою 1-ї української «Фабрики зірок» (Новий канал).
- від 2009 року — ведуча Першого національного телеканалу у програмі «Шустер. LIVE» з рубрикою «Хочу Євро»
- 2010 рік — працювала у футбольному телешоу «Африканські пристрасті»
- з 2011 року — ведуча з Іваном Дорном в шоу «Зірка+Зірка 2»
- з 2014-2016 роки — радіоведуча на Радіо "Вісті"
- з 2014 року — радіоведуча на «Радіо Аристократи».
- з 2017 року — ведучою «Прямого» телеканалу
- з 2025 року — ведуча Разом з Павлом Рольником у програмі «Твоя країна» на 1+1

### Інші появи
- Ріаnобой feat. Аліна Паш — «Перша Леді»[8]

## Нагороди
- Премія «Телетріумф» (2006) у номінації «найкраща розважальна ведуча».
- «VIVA — найкрасивіші жінки України 2006».

## Громадська діяльність
2014 року взяла участь у зйомці для благодійного календаря «Щирі», присвяченого українському національному костюму та його популяризації. Проєкт було реалізовано зусиллями ТЦ «Домосфера» та комунікаційної агенції Gres Todorchuk. Усі кошти від реалізації календаря було передано на допомогу пораненим бійцям АТО до Київського військового шпиталю та центру волонтерства Українського католицького університету «Волонтерська сотня».
7 березня 2021 року Фролова народила сина.